# Arxiu del Regne de Mallorca
L'Arxiu del Regne de Mallorca és el principal dipòsit documental de Mallorca i les Illes Balears. Compta amb 157 fons procedents generalment d'institucions però també alguns arxius privats. Té el seu origen l'any 1851 amb el nom d'Arxiu Històric de les Balears gràcies a l'impuls de Josep Maria Quadrado, que demanà personalment davant la reina Isabel II la tutela de l'Estat per a uns documents en perill de disgregació. Actualment té la seu al carrer Ramon Llull 3 de Palma.

## Història
La conquesta catalana de Mallorca (1229) per part de Jaume el Conqueridor suposà la fundació d'un regne insular amb institucions pròpies que convivien amb les de caràcter reial. Aquesta estructura jurídica pren com a punt de partida la Carta de Privilegis i Franqueses de la que emanen institucions com la Universitat del Regne de Mallorca, òrgan municipal que agrupava la Ciutat i tota l'illa.
El procés de repoblament que es portà a terme durant els segles xiii i xiv va fer obligatòria una reestructuració institucional. Les viles de la Part Forana havien pres personalitat amb les Ordinacions de Jaume II (1300) i el 1315 s'agruparen amb una Universitat Forana separada del Consell de la Ciutat. La Universitat del regne produïa un nombre important de documents, especialment conservats a partir del segle xv. Per això una resolució del Gran i General Consell de 1585 ordenava per la custòdia i conservació del fons que s'habilités un arxiu a la Casa de la Universitat.
Els Decrets de Nova Planta (1715) després de la guerra de successió on vencé Felip V suposà la liquidació del règim foral mallorquí i l'aparició de noves institucions. La universitat del regne fou substituïda per l'ajuntament de Palma format per regidors i restringit a la capital. L'antic arxiu de la universitat hauria desaparegut si no fos per la continuïtat d'algunes institucions com l'Executor o la Universal Consignació. La mort del rei Ferran VII i l'arribada al poder dels liberals comportà la creació de la Diputació Provincial, aquesta es va fer càrrec de l'arxiu de l'extingit regne i conservà el fons documental fins a 1851.
Aquest any el Ministeri de Comerç Instrucció i Obres Públiques disposaren la creació de l'Arxiu Històric de les Illes Balears a iniciativa de l'arxiver de la diputació. Aquest era Josep Maria Quadrado que realitzant gestions davant la reina aconseguí posar sota tutela estatal el fons i en fou nomenat primer arxiver. El 1859 s'incorporà al feia poc format Cos Facultatiu d'Arxivers i Bibliotecaris.
Des de llavors el fons no deixà de créixer amb problemes per incorporar el Patrimoni Reial a la Casa Consistorial el 1933.